# Wonderland (musikgrupp)
Wonderland är en svensk musikgrupp bestående av tvillingsystrarna Johanna och Malin Ny från Tyresö kommun i Stockholms län.
Duon togs fram av artistmanagern och låtskrivaren Linda Sonnvik.
De slog igenom med singeln "Mister Mister" på Bonnier Amigo/Cosmos Music Group år 2005 med en musikvideo som hade flitig rotation på ZTV. Låten utsågs till ”Årets sommarlåt” i Expressens enkät. 
Wonderland turnérade flitigt runt om i Sverige 2004–2007 och medverkade i flertalet TV-program. 